# Turok
Turok – fikcyjna postać amerykańskich komiksów Western Publishing wydawanych przez Dell Comics. Pierwszy raz pojawił się w komiksie Four Color Comics #596 (1954), następnie dorobił się własnego komiksu, Turok, Son of Stone.

## Historia publikacji

### Western Publishing
Oryginalny komiks był ilustrowany przez Rexa Maxona. Za autorów serii uznawani są dwaj scenarzyści: Paul S. Newman (w dorobku blisko 4000 obrazkowych historyjek, współpraca z takimi gigantami komiksowego rynku jak Marvel i DC) oraz Gaylord DuBois.
Według The Western Publishing Turok był prekolumbijskim Indianinem który, wraz ze swoim bratem, Andarem, został uwięziony w dolinie zamieszkanej przez dinozaury. Historie Du Bois przedstawiały Turoka i Andara szukających ucieczki z doliny. Wpływ na prace Du Bois wywarła jego wizyta w Carlsbad Caverns w Nowym Meksyku
Po dwóch wystąpieniach w Four Color #596 i #656, tytuł doczekał się 27 numerów (#3-29) od wydawcy Dell Comics (1956-62); następne numery #30-125 (1962-80) wydane zostały przez Gold Key Comics; a ostatnie numery #126-130 (1981-82) ukazały się nakładem Whitman Comics.
Pierwsze pojawienie się Turoka (Four Color #596) było napisane przez Du Bois jako "Young Hawk" („Młody Jastrząb”). "Young Hawk" było wcześniejszym komiksem przedstawiającym Indianina, który stworzył Du Bois, a który ukazał się w serii komiksów Della The Lone Ranger.
W "Gaylord Du Bois's Account Books Sorted by Title, transcribed by Randall Scott," na stronie 51 (która jest sekcją „Lone Ranger”), można przeczytać "Young Hawk Finds World Below” na 16 stron. Pierwsza historia z udziałem Turoka, w Four Color #596, nazwana jest "Turok and the World Below" i napisana została na 16 stron. Takich nawiązań jest bardzo dużo. Dość powiedzieć, że Young Hawk zmienił się w Turoka.
W ósmym numerze Turoka, ostatni scenariusz Du Bois dla serii, kiedy artysta określił Turoka jako dorosłego, Du Bois przedstawił dwie nowe historie Turoka w tym wydaniu opisując Turoka i Andara jako "młodzieńców", określenie bardziej pasujące do Young Hawka niż Turoka (choć Andar od początku był opisywany jako „młodzieniec”). Pierwsza historia w tym numerze rozpoczyna się słowami: "Turok i Andar, młodzi Indianie, znaleźli się w dziwnej sieci głębokich kanionów w Carlsbad, miejscu, gdzie starożytne formy życia ciągle istniały... Nie znaleźli drogi wyjścia." W drugiej historii Turok dosięga klifów, i ucieka z Zaginionej Doliny, ale wraca po Andara, który został zraniony. Następnie lawina spada na drogę ucieczki, i zaczyna się nowa seria. Paul S. Newman napisał kolejne historie Turoka.

### Valiant Comics
Kiedy postać pojawiła się w Valiant Comics, pomysł na historie był dość zmieniony. Turok i Andar XVIII-wiecznymi Indianami. Izolowana od reszty świata dolina stała się Zaginioną Krainą – kosmiczną anomalią gdzie czas poruszał się z niezależną prędkością (co oznaczało, że jeżeli poza tą krainą minęło milion lat to wewnątrz niej czas ledwo się poruszał). Unity Comics, linia crossoverów Valiant Comics dokonywała nawet większych zmian. Główny przeciwnik w crossoverach, szalona istota znana jako „Mothergod”, która wykorzystywała Zagubioną Krainę jako bazę. Wyposażyła dinozaury w dopalacze inteligencji zmieniając je w "bionizaury". W następstwie finałowej bitwy pomiędzy Mothergod a bohaterami Valiant Universe, Zaginiona Kraina zaczęła zanikać. Zraniony Turok skrył się w dżunglach dzisiejszej Kolumbii. Losy Andara są nieznane. Na nieszczęście dla Turoka, grupa bionizaurów dostała się na Ziemię wraz z nim. Od tamtego czasu stał się bezwzględnym łowcą bionizaurów hunter. Valiant opublikował w sumie 53 numery zanim Acclaim ich wykupił, łącznie z Turok: Dinosaur Hunter #0-47, Original Turok, Son of Stone #1 & 2, Turok Dinosaur Hunter Yearbook w 1994, wraz mini-serią Turok the Hunted w 1996.

### Acclaim Comics
Kiedy Acclaim wykupiło Valiant i ponownie wypuściło na rynek tytuł Turok, Turok zmienił się ponownie. Tym razem ponownie wyobraził go sobie pisarz Fabian Nicieza i artysta Rafael Kayanan jako młodego Indianina z klanu łowców dinozaurów.
Jest też wyjaśnienie faktu, że Turok tłumaczy się jako "Son of Stone" („Syn Kamienia”) i to że poprzedni Turok (od Valiant Comics) był nazwany Tal'set. Aczkolwiek nie jest on ostatnim Turokiem serii, przed głównym bohaterem, znanym jako Joshua Fireseed.

## Fikcyjna biografia postaci
„Turocy” ustaleni w porządku chronologicznym od pierwszego do ostatniego:
- Turok, Son of Stone, bohater oryginalnych komiksów i gier Turok: Dinosaur Hunter i Turok: Evolution.
- Carl Fireseed, wuj Joshuy Fireseeda, Turok w latach 1982 do 1997
- Joshua Fireseed, siostrzeniec/bratanek Carla Fireseeda, Turoka od 1997 roku, bohatera Turok 2: Seeds of Evil
- Danielle Fireseed i Joseph Fireseed, młodsza siostra i brat Joshuy Fireseeda, bohaterowie gry Turok 3: Shadow of Oblivion
- Joseph Turok , bohater niedawno wydanej gry Turok

## W innych mediach

### Gry komputerowe
Pierwsza gra Turok nazwana Turok: Dinosaur Hunter, wydana została 1997 roku na konsolę Nintendo 64. Zostało wydane też sporo sequeli na Nintendo 64, Game Boy, PC, PlayStation 2, Xbox, i GameCube'a. Ostatnia gra z serii Turok, została wydana w 2008 roku na PlayStation 3, PC i Xboxa 360.
| Tytuł                           | Rok premiery | Konsola                                | Producent                                    | Wydawca                                       |
| ------------------------------- | ------------ | -------------------------------------- | -------------------------------------------- | --------------------------------------------- |
| Turok: Dinosaur Hunter          | 1997         | Nintendo 64, PC                        | Iguana Entertainment                         | Acclaim Entertainment                         |
| Turok: Battle of the Bionosaurs | 1997         | Game Boy                               | Bit Managers                                 | Acclaim Entertainment                         |
| Turok 2: Seeds of Evil          | 1998         | Nintendo 64, PC, Game Boy Color        | Iguana Entertainment, Bit Managers (GBC)     | Acclaim Entertainment                         |
| Turok: Rage Wars                | 1999         | Nintendo 64, Game Boy Color            | Acclaim Studios Austin, Bit Managers (GBC)   | Acclaim Entertainment                         |
| Turok 3: Shadow of Oblivion     | 2000         | Nintendo 64, Game Boy Color            | Acclaim Studios Austin, Bit Managers (GBC)   | Acclaim Entertainment                         |
| Turok 3: evolution              | 2002         | PlayStation 2, Xbox, GameCube, GBA, PC | Acclaim Entertainment, RFX Interactive (GBA) | Acclaim Entertainment                         |
| Turok                           | 2008         | PlayStation 3, Xbox 360, PC            | Propaganda Games, Aspyr Media (PC)           | Touchstone Games (PS3, Xbox 360), Capcom (PC) |

### Gry na komórki
Pierwsza gra na komórki została utworzona przez studio podlegające Disneyowi, Living Mobile Studios i została wydana przez Touchstone w 2008 roku. W niej, Joseph Turok jest członkiem Whiskey Company. Turok przeżywa katastrofę statku kosmicznego i musi poradzić sobie z dinozaurami

### Książki
Po sukcesie gier „Turok” została wypuszczona seria książek, które oparte były na scenariuszach do gier. Pierwsza książka została nazwana Way of the Warrior („Droga Wojownika”). Druga, Seeds of Evil („Zalążek Zła”), została napisana przez Michaela Tetelbauma. Kolejna książka Path Of Destruction („Ścieżka Zniszczenia”), została opublikowana w styczniu 1999 roku.

### Animacja DVD
Na początku 2008 roku, siedemdziesięciominutowa animacja na DVD nazwana "Turok: Son of Stone" zostało wydane przez Classic Media. Historia została wymyślona przez Evana Baily i Tony'ego Bedarda, który napisał też scenariusz. Turok przemówił głosem Adama Beacha, a Irene Bedard podłożyła głos Catori (żonie brata Turoka), Robert Knepper podłożył głos przeciwnikowi Turoka Chichakowi, a Cree Summer to głos Sapinta. Curt Geda, Dan Riba, i Frank Squillace reżyserowali. Wypuszczono trailer.